# Phlebotomus mascittii

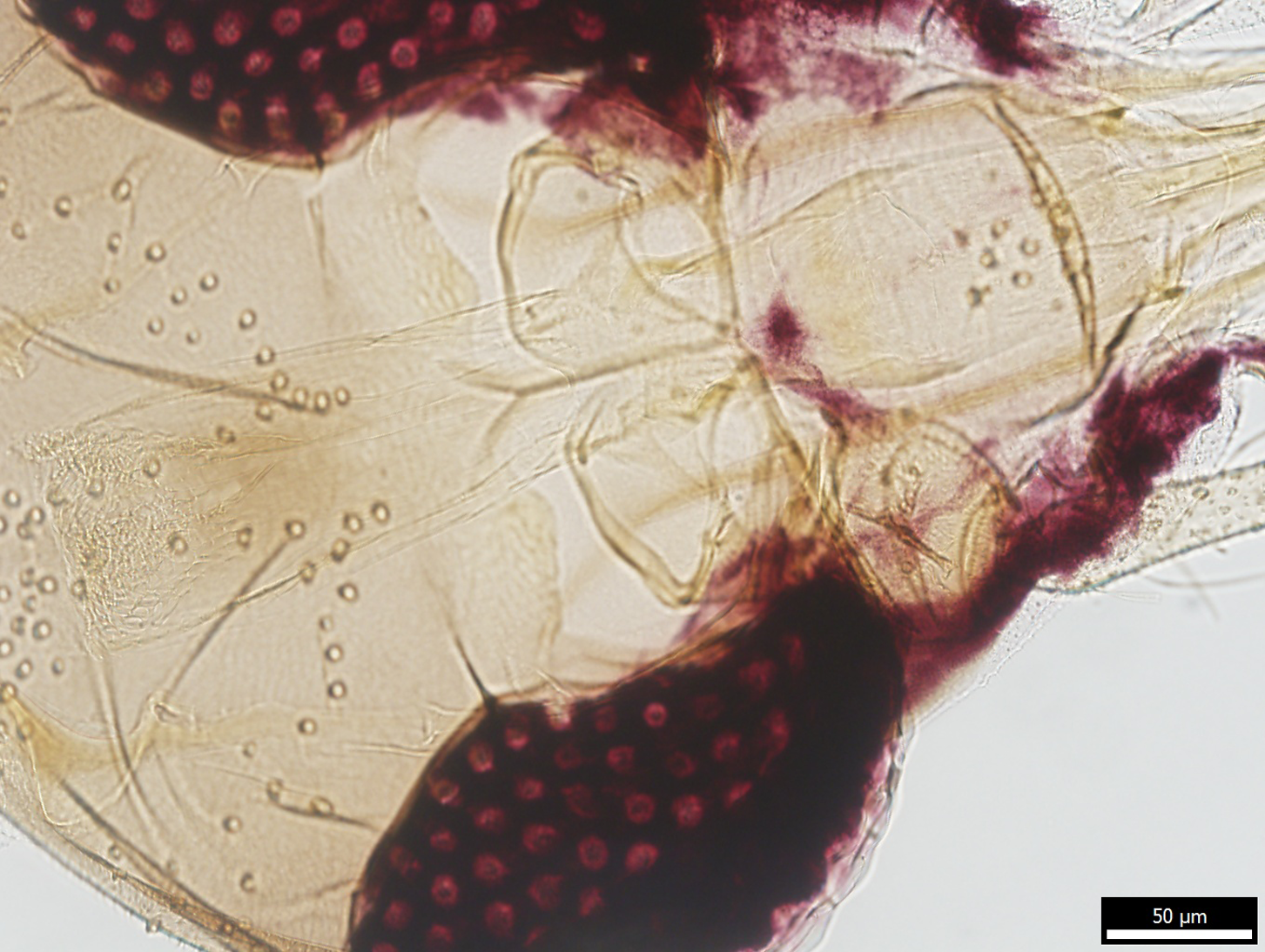
Papperstryck av arten

Phlebotomus mascittii är en tvåvingeart som beskrevs av Giovanni Battista Grassi 1908. Phlebotomus mascittii ingår i släktet Phlebotomus och familjen fjärilsmyggor. Inga underarter finns listade i Catalogue of Life.